# Christoph Carl von Boxberg
Christoph Carl von Boxberg (* 18. Mai 1629 in Graslitz; † 3. Juli 1699 in Untersachsenberg) war ein sächsischer Bergrat und Berghauptmann im Neustädtischen und im Vogtländischen Kreis im Herzogtum Sachsen-Zeitz sowie Erb-, Lehn- und Gerichtsherr der Grundherrschaft Untersachsenberg.

## Leben
Christoph Carl von Boxberg war der Sohn von Hans Wilhelm von Boxberg (* Nürnberg 30. Mai 1593; † 5. Februar 1638 in Graslitz), Kaufmann und Mitglied des Inneren Rates von Nürnberg, Bergwerksunternehmer im Kupferbergbau in Graslitz (Kraslice) Dort sind Belehnungen von 1601 bis April 1608 bergamtlich verzeichnet, Gründer des Waldgutes Untersachsenberg, des späteren Dorfes Untersachsenberg und Berghauptmann im Dienst des Georg Ernst von Schönburg in Graslitz im Erzgebirge. Seine Mutter war Magdalana Boxberger, die Tochter des Hauptmanns und Kapitäns Dieterich Semler aus Nürnberg.
Am 25. Mai 1629 erhielt Christoph Carl in der evangelisch-lutherischen Kirche Graslitz die Taufe. Seine Taufpaten waren u. a. George Abraham Trützschler auf Falkenstein, Margaretha von der Planitz geb. von Schauroth und der Bergrechtsverständige Sebastian Span, der später schönburgischer Amtmann in Hartenstein wurde. Aufgrund der Kriegswirren des Dreißigjährigen Krieges und der Rekatholisierung in Böhmen sahen sich seine Eltern gezwungen, über die Grenze nach Sachsen zu gehen, wo sie das Waldgut Untersachsenberg neu erbauten. In Graslitz starb sein Vater am 5. Februar 1638, als Christoph Carl erst acht Jahre alt war. So wuchs er bei der Mutter auf, die ihn erst an das Gymnasium nach Hof (Saale) und ab 1648 an die Universität Altdorf schickte. Im Mai 1650 wechselte er von Altdorf an die Universität Jena, wo er die folgenden beiden Jahre blieb und dann nach Hause zurückkehrte.
Im Auftrag des Georg Ernst von Schönburg unternahm er 1655 eine sechswöchige Reise zur kaiserlichen Regierung nach Breslau in Schlesien. Im darauffolgenden Jahr trat er am 28. Februar in den Dienst des Herzogs Julius Heinrich von Sachsen-Lauenburg und 1657 reiste er erneut im Auftrag der Herren von Schönburg an den kaiserlichen Hof, diesmal direkt nach Prag zum späteren Kaiser Leopold I. Nach erfolgreicher Rückkehr wurde er am 1. November 1657 zum Kammerjunker des Herzogs von Sachsen-Lauenburg ernannt, wodurch ihm die Möglichkeit zu weiteren Reisen nach Niedersachsen und nach Hamburg und Lübeck eröffnet wurde. Als Gesandter weilte er u. a. in Schweden, am Rhein und in der Kurpfalz.
In dieser Zeit erfolgte 1659 seine Aufnahme in die Fruchtbringende Gesellschaft bzw. den Palmenorden in Weimar mit dem Beinamen der Begierige.
Nach neun Jahren unruhiger Tätigkeit am Hof in Sachsen-Lauenburg sehnte er sich nach Familienglück und häuslichem Frieden. Der Tod seiner Mutter 1661 trug dazu bei, dass er nach Untersachsenberg zurückkehrte, um das Gut, das seine Eltern aufgebaut hatten, weiterzuführen. Er lernte Eleonora Rosina, die Tochter von Adam Erdmann von Zettwitz auf Krugsreuth, Neidberg, Elster und Asch kennen, die er am 26. November 1666 in Krugsreuth heiratete. Über 27 Jahre dauerte ihre kinderreiche Ehe.
Aufgrund seiner Erfahrungen in Bergwerksangelegenheiten wurde er mehrfach als Berater an Fürstenhöfe geholt, so zu Herzog Johann Ernst von Sachsen-Saalfeld nach Saalfeld. Am 13. Dezember 1697 ernannte ihn Herzog Moritz Wilhelm von Sachsen-Zeitz zum Bergrat und Berghauptmann.
Christoph Carl von Boxberg feierte 1699 seinen 70. Geburtstag, der auf das Himmelfahrtsfest fiel. Er stiftete an diesem Tag der Kirchgemeinde in Klingenthal einen silbernen Kelch. Nur wenige Tage später wurde er bei den Vorbereitungen für eine Kur in Karlsbad krank und starb nach achttägigem Krankenlager am Morgen des 3. Juli 1699 in Untersachsenberg als Gutsbesitzer, sächsischer Bergrat und Berghauptmann zwischen fünf und sechs Uhr. Am darauffolgenden Mittwoch wurde er im Erbbegräbnis in der Stadtkirche von Klingenthal beigesetzt. Die öffentliche Trauerfeier nach Bergmannsart fand am 20. August 1699 statt. Die bei dieser Feier vom Klingenthaler Pfarrer Nicolaus Spanger gehaltene Leichenpredigt wurde durch Druck bei Paul Friedrich Haller in Plauen vervielfältigt.
Boxberg hinterließ folgende sechs Söhne: Erdmann Ernst, Johann Wilhelm, Julius Ferdinand, Adam Christian, Carl Maximilian und Georg Carl sowie die Töchter Christiane Rosina, Erdmutha Sophia und Elenora Elisabeth. Von seinen Kindern wurde der Kammerjunker Erdmann Ernst von Boxberg sein Amtsnachfolger als Berghauptmann im Vogtländischen und Neustädtischen Kreis.